# Hamilton (Virginia)
Hamilton es una localidad del Condado de Loudoun, Virginia, Estados Unidos. Según el censo de 2000 tenía una población de 562 habitantes y una densidad de población de 868.0 hab/km².

## Demografía
Según el censo de 2000, había 562 personas, 216 hogares y 157 familias residiendo en la localidad. La densidad de población era de 868,0 hab./km². Había 224 viviendas con una densidad media de 345,9 viviendas/km². El 97,69% de los habitantes eran blancos, el 1,42% afroamericanos, el 0,53% asiáticos, el 0,36% de otras razas. El 1,07% de la población eran hispanos o latinos de cualquier raza.
Según el censo, de los 216 hogares en el 41,7% había menores de 18 años, el 58,3% pertenecía a parejas casadas, el 13,0% tenía a una mujer como cabeza de familia y el 26,9% no eran familias. El 21,8% de los hogares estaba compuesto por un único individuo y el 6,5% pertenecía a alguien mayor de 65 años viviendo solo. El tamaño promedio de los hogares era de 2,60 personas y el de las familias de 3,05.
La población estaba distribuida en un 28,3% de habitantes menores de 18 años, un 4,4% entre 18 y 24 años, un 33,3% de 25 a 44, un 26,0% de 45 a 64 y un 8,0% de 65 años o mayores. La media de edad era 37 años. Por cada 100 mujeres había 87,3 hombres. Por cada 100 mujeres de 18 años o más, había 79,9 hombres.
Los ingresos medios por hogar en la localidad eran de 59.688 dólares ($) y los ingresos medios por familia eran 73.333 $. Los hombres tenían unos ingresos medios de 53.571 $ frente a los 32.857 $ para las mujeres. La renta per cápita para la ciudad era de 27.474 $. El 3,3% de la población y el 2,4% de las familias estaban por debajo del umbral de pobreza. El 3,6% de los menores de 18 años y el 6,1% de los habitantes de 65 años o más vivían por debajo del umbral de pobreza.

## Geografía
Según la Oficina del Censo de los Estados Unidos, la localidad tiene un área total de 0,6 km², todos ellos correspondientes a tierra firme.